# Bundestagswahlkreis Main-Spessart
Der Bundestagswahlkreis Main-Spessart (Wahlkreis 248; bis zur Bundestagswahl 2021 Wahlkreis 249) in Bayern umfasst die Landkreise Main-Spessart und Miltenberg. Er wurde bisher bei allen Bundestagswahlen von den Direktkandidaten der CSU gewonnen. Der Vorgängerwahlkreis des Wahlkreises Main-Spessart war von 1949 bis 1976 der Bundestagswahlkreis Karlstadt.

## Wahlergebnisse

### Bundestagswahl 2025
Zur Bundestagswahl 2025 am 23. Februar wurden 8 Direktkandidaten und 17 Landeslisten zugelassen.
| Kandidaten                               | Kandidaten                      | Parteien/Listen     | Erststimmen | Erststimmen | Zweitstimmen | Zweitstimmen |
| Kandidaten                               | Kandidaten                      | Parteien/Listen     | Stimmen     | %           | Stimmen      | %            |
| ---------------------------------------- | ------------------------------- | ------------------- | ----------- | ----------- | ------------ | ------------ |
|                                          | Alexander Hoffmanngewählt im WK | CSU                 | 74.872      | 45,5        | 67.725       | 41,1         |
|                                          | Bernd Rützel                    | SPD                 | 25.758      | 15,7        | 20.525       | 12,4         |
|                                          | Peter Weis                      | GRÜNE               | 13.734      | 8,3         | 14.699       | 8,9          |
|                                          | Noah Kirchgeßner                | FDP                 | 3.807       | 2,3         | 5.892        | 3,6          |
|                                          | Kerim Erdem                     | AfD                 | 29.811      | 18,1        | 31.911       | 19,4         |
|                                          | Volker Hepp                     | FREIE WÄHLER        | 8.327       | 5,1         | 6.235        | 3,8          |
|                                          | Andreas Adrian                  | Die Linke           | 6.798       | 4,1         | 8.065        | 4,9          |
|                                          | –                               | dieBasis            | –           | –           | 591          | 0,4          |
|                                          | –                               | Tierschutzpartei    | –           | –           | 1.427        | 0,9          |
|                                          | –                               | Die PARTEI          | –           | –           | 605          | 0,4          |
|                                          | Wolfgang Winter                 | ÖDP                 | 1.431       | 0,9         | 549          | 0,3          |
|                                          | –                               | BP                  | –           | –           | 168          | 0,1          |
|                                          | –                               | Volt                | –           | –           | 956          | 0,6          |
|                                          | –                               | PdH                 | –           | –           | 97           | 0,1          |
|                                          | –                               | MLPD                | –           | –           | 29           | 0,0          |
|                                          | –                               | BÜNDNIS DEUTSCHLAND | –           | –           | 219          | 0,1          |
|                                          | –                               | BSW                 | –           | –           | 5.194        | 3,2          |
| Gesamt                                   | Gesamt                          | Gesamt              | 164.538     | 100         | 164.887      | 100          |
|                                          |                                 |                     |             |             |              |              |
| Ungültige Stimmen                        | Ungültige Stimmen               | Ungültige Stimmen   | 947         | 0,6         | 598          | 0,4          |
| Wähler                                   | Wähler                          | Wähler              | 165.485     | 86,2        | 165.485      | 86,2         |
| Wahlberechtigte                          | Wahlberechtigte                 | Wahlberechtigte     | 191.994     |             | 191.994      |              |
|                                          |                                 |                     |             |             |              |              |
| Quellen: Die Bundeswahlleiterin, Stimmen |                                 |                     |             |             |              |              |

Kursive Direktkandidaten kandidieren nicht für die Landesliste, kursive Parteien treten ohne Landesliste an.

### Bundestagswahl 2021
| Kandidaten                                            | Kandidaten                      | Parteien/Listen      | Erststimmen | Erststimmen | Zweitstimmen | Zweitstimmen |
| Kandidaten                                            | Kandidaten                      | Parteien/Listen      | Stimmen     | %           | Stimmen      | %            |
| ----------------------------------------------------- | ------------------------------- | -------------------- | ----------- | ----------- | ------------ | ------------ |
|                                                       | Alexander Hoffmanngewählt im WK | CSU                  | 60.489      | 38,6        | 54.097       | 34,4         |
|                                                       | Bernd Rützel                    | SPD                  | 33.700      | 21,5        | 32.771       | 20,9         |
|                                                       | René Jentzsch                   | AfD                  | 12.576      | 8,0         | 13.918       | 8,9          |
|                                                       | Werner Jannek                   | FDP                  | 9.514       | 6,1         | 14.151       | 9,0          |
|                                                       | Armin Beck                      | GRÜNE                | 15.813      | 10,1        | 17.806       | 11,3         |
|                                                       | Andreas Adrian                  | DIE LINKE            | 4.070       | 2,6         | 3.685        | 2,3          |
|                                                       | Jessica Klug                    | FREIE WÄHLER         | 15.774      | 10,1        | 10.496       | 6,7          |
|                                                       | Wolfgang Winter                 | ÖDP                  | 1.414       | 0,9         | 772          | 0,5          |
|                                                       | –                               | Tierschutzpartei     | –           | –           | 2.042        | 1,3          |
|                                                       | –                               | BP                   | –           | –           | 379          | 0,2          |
|                                                       | –                               | Die PARTEI           | –           | –           | 1.157        | 0,7          |
|                                                       | –                               | PIRATEN              | –           | –           | 487          | 0,3          |
|                                                       | –                               | NPD                  | –           | –           | 135          | 0,1          |
|                                                       | –                               | V-Partei³            | –           | –           | 184          | 0,1          |
|                                                       | –                               | Gesundheitsforschung | –           | –           | 240          | 0,2          |
|                                                       | –                               | MLPD                 | –           | –           | 31           | 0,0          |
|                                                       | –                               | DKP                  | –           | –           | 24           | 0,0          |
|                                                       | Sabine Schmitt                  | dieBasis             | 3.195       | 2,0         | 2.895        | 1,8          |
|                                                       | –                               | Bündnis C            | –           | –           | 129          | 0,1          |
|                                                       | –                               | III. Weg             | –           | –           | 116          | 0,1          |
|                                                       | –                               | du.                  | –           | –           | 122          | 0,1          |
|                                                       | Daniel Roth                     | LKR                  | 240         | 0,2         | 96           | 0,1          |
|                                                       | –                               | Die Humanisten       | –           | –           | 98           | 0,1          |
|                                                       | –                               | Team Todenhöfer      | –           | –           | 528          | 0,3          |
|                                                       | –                               | UNABHÄNGIGE          | –           | –           | 386          | 0,2          |
|                                                       | –                               | Volt                 | –           | –           | 322          | 0,2          |
| Gesamt                                                | Gesamt                          | Gesamt               | 156.785     | 100         | 157.067      | 100          |
|                                                       |                                 |                      |             |             |              |              |
| Ungültige Stimmen                                     | Ungültige Stimmen               | Ungültige Stimmen    | 1.348       | 0,9         | 1.066        | 0,7          |
| Wähler                                                | Wähler                          | Wähler               | 158.133     | 81,3        | 158.133      | 81,3         |
| Wahlberechtigte                                       | Wahlberechtigte                 | Wahlberechtigte      | 194.408     |             | 194.408      |              |
|                                                       |                                 |                      |             |             |              |              |
| Quellen: Die Bundeswahlleiterin, Kandidaten – Stimmen |                                 |                      |             |             |              |              |

### Bundestagswahl 2017
Zur Bundestagswahl 2017 am 24. September wurden 8 Direktkandidaten und 21 Landeslisten zugelassen.
| Direktkandidat            | Partei               | Erststimmen in % | Zweitstimmen in % |
| ------------------------- | -------------------- | ---------------- | ----------------- |
| Alexander Hoffmann        | CSU                  | 46,6             | 41,8              |
| Bernd Rützel              | SPD                  | 22,6             | 18,5              |
| Sabine Stellrecht-Schmidt | GRÜNE                | 7,1              | 7,7               |
| Helge Norbert Ziegler     | FDP                  | 5,0              | 8,8               |
| Gottfried Otto Walter     | AfD                  | 9,1              | 10,8              |
| Antje Christine Clemens   | LINKE                | 4,8              | 5,5               |
| Robert Peter Starosta     | FREIE WÄHLER         | 3,5              | 2,9               |
| -                         | PIRATEN              | -                | 0,3               |
| Wolfgang-Franz Winter     | ÖDP                  | 1,3              | 0,6               |
| -                         | BP                   | -                | 0,2               |
| -                         | NPD                  | -                | 0,3               |
| -                         | Tierschutzpartei     | -                | 0,9               |
| -                         | MLPD                 | -                | 0,0               |
| -                         | Büso                 | -                | 0,0               |
| -                         | BGE                  | -                | 0,1               |
| -                         | DiB                  | -                | 0,1               |
| -                         | DKP                  | -                | 0,0               |
| -                         | DM                   | -                | 0,2               |
| -                         | Die PARTEI           | -                | 0,7               |
| -                         | Gesundheitsforschung | -                | 0,2               |
| -                         | V-Partei³            | -                | 0,3               |

### Bundestagswahl 2013
| Direktkandidat     | Partei       | Erststimmen in % | Zweitstimmen in % |
| ------------------ | ------------ | ---------------- | ----------------- |
| Alexander Hoffmann | CSU          | 51,7             | 49,5              |
| Bernd Rützel       | SPD          | 23,3             | 21,6              |
| Uwe Probst         | FDP          | 2,6              | 4,5               |
| Heiko Schmidt      | GRÜNE        | 6,2              | 7,1               |
| Georg Liebl        | Die Linke    | 3,1              | 3,4               |
| Thomas Büttner     | PIRATEN      | 2,0              | 1,9               |
| Markus Mang        | NPD          | 1,0              | 1,0               |
| –                  | ÖDP          | –                | 0,6               |
| Nadja Stafl        | AfD          | 3,3              | 3,9               |
| Simson Hipp        | Freie Wähler | 5,7              | 4,0               |
|                    | Sonstige     | –                | 2,5               |

### Bundestagswahl 2009
| Direktkandidat      | Partei                | Erststimmen in % | Zweitstimmen in % | Bundestagswahl 2005 Zweitstimmen in % |
| ------------------- | --------------------- | ---------------- | ----------------- | ------------------------------------- |
| Wolfgang Zöller     | CSU                   | 52,4             | 43,7              | 50,2                                  |
| Bernd Rützel        | SPD                   | 19,9             | 17,8              | 26,8                                  |
| Heiko Schmidt       | Bündnis 90/Die Grünen | 9,5              | 9,8               | 6,9                                   |
| Laszlo Riedl        | FDP                   | 8,9              | 14,0              | 8,5                                   |
| Jürgen Langanki     | REP                   | 1,5              | 1,3               | 1,7                                   |
| Thomas Endres       | Die Linke.            | 6,1              | 6,4               | 3,1                                   |
| Volker Cigelski     | NPD                   | 1,1              | 1,1               | 1,1                                   |
| Erich Freudenberger | PBC                   | 0,6              | 0,2               | 0,2                                   |
| -                   | BP                    | -                | 0,3               | 0,2                                   |
| -                   | PIRATEN               | -                | 2,0               | -                                     |
| -                   | ödp                   | -                | 0,8               | -                                     |
| -                   | BüSo                  | -                | 0,0               | 0,1                                   |
| -                   | FAMILIE               | -                | 0,8               | 0,6                                   |
| -                   | MLPD                  | -                | 0,0               | 0,1                                   |
| -                   | Die Tierschutzpartei  | -                | 0,7               | -                                     |
| -                   | RRP                   | -                | 0,7               | -                                     |
| -                   | CM                    | -                | 0,1               | 0,0                                   |

## Wahlkreissieger seit 1949
| Wahl | Name               | Partei |
| ---- | ------------------ | ------ |
| 1949 | Maria Probst       | CSU    |
| 1953 | Maria Probst       | CSU    |
| 1957 | Maria Probst       | CSU    |
| 1961 | Maria Probst       | CSU    |
| 1965 | Maria Probst       | CSU    |
| 1969 | Alfred Biehle      | CSU    |
| 1972 | Alfred Biehle      | CSU    |
| 1976 | Alfred Biehle      | CSU    |
| 1980 | Alfred Biehle      | CSU    |
| 1983 | Alfred Biehle      | CSU    |
| 1987 | Alfred Biehle      | CSU    |
| 1990 | Wolfgang Zöller    | CSU    |
| 1994 | Wolfgang Zöller    | CSU    |
| 1998 | Wolfgang Zöller    | CSU    |
| 2002 | Wolfgang Zöller    | CSU    |
| 2005 | Wolfgang Zöller    | CSU    |
| 2009 | Wolfgang Zöller    | CSU    |
| 2013 | Alexander Hoffmann | CSU    |
| 2017 | Alexander Hoffmann | CSU    |
| 2021 | Alexander Hoffmann | CSU    |

## Wahlkreisgeschichte
| Wahl      | Wahlkreisname     | Gebiet |
| --------- | ----------------- | --- |
| 1949      | 38 Karlstadt      | Landkreis Karlstadt, Landkreis Bad Brückenau, Landkreis Gemünden am Main, Landkreis Hammelburg, Landkreis Lohr am Main, Landkreis Bad Neustadt an der Saale                          |
| 1953–1961 | 233 Karlstadt     | Landkreis Karlstadt, Landkreis Bad Brückenau, Landkreis Gemünden am Main, Landkreis Hammelburg, Landkreis Lohr am Main, Landkreis Bad Neustadt an der Saale                          |
| 1965–1972 | 235 Karlstadt     | Landkreis Karlstadt, Landkreis Bad Brückenau, Landkreis Gemünden am Main, Landkreis Hammelburg, Landkreis Lohr am Main, Landkreis Alzenau in Unterfranken, Landkreis Marktheidenfeld |
| 1976–1998 | 235 Main-Spessart | Landkreis Main-Spessart, Landkreis Miltenberg |
| 2002–2005 | 250 Main-Spessart | Landkreis Main-Spessart, Landkreis Miltenberg |
| 2009–2021 | 249 Main-Spessart | Landkreis Main-Spessart, Landkreis Miltenberg |
| 2025–     | 248 Main-Spessart | Landkreis Main-Spessart, Landkreis Miltenberg |